# Compsodrillia gundlachi
Compsodrillia gundlachi é uma espécie de gastrópode do gênero Compsodrillia, pertencente a família Pseudomelatomidae.